# Radio Futura
Radio Futura foi uma banda espanhola de rock dos anos 60 e 90 do século XX. Nascido em 1979, depois de um primeiro disco (Música Moderna, de 1980) de certo êxito, fortemente marcado pelo movimento contracultural chamado Movida Madrileña, e depois de reestruturar sua formação, iniciam uma carreira de sucesso com uma coleção de disco durante a década de oitenta (La Ley Del Desierto, La Ley Del Mar; De Um País Em Llamas; La Canción De Juan Perro). No início dos anos noventa publicam seus últimos discos (Veneno Em La Piel; Tierra Para Bailar) e em 1992 o grupo se desfaz, encerrando suas atividades.
Ainda que a formação inicial incluísse Herminio Molero (compositor e sintetizador) e Javier Pérez Grueso (percussão eletrônica, voz), tão logo ambos abandonariam o grupo. Os componentes seriam a partir de então os irmãos Santiago (voz, guitarra) e Luis Auserón (baixo), junto a Enrique Sierra (guitarra). Carlos “Solrac” Velázquez (baterista) seria posteriormente substituído.
A influência do grupo Radio Futura como precursores do rock latino e, em geral, como um dos grupos de rock mais importante da história da música espanhola, ficou bastante visível desde sua dissolução. Foi considerado o melhor grupo espanhol da década de 1980 por diversas emissoras de rádio e revistas especializadas, além de nomeado em 2004 “melhor grupo espanhol dos últimos 25 anos” pelos ouvintes da Radio Nacional de España (Radio 3). Em 2006, através de uma pesquisa entre 156 músicos, a revista Rolling Stone incluiu sete de suas canções entre as 200 melhores do pop rock espanhol, sendo p único grupo que chegou a essa cifra.
Os três principais integrantes do grupo continuaram em carreira solo depois da ruptura da banda. Santiago Auserón é conhecido atualmente pelo nome artístico de Juan Perro.